# Пила 6
«Пила́ 6» (англ. Saw VI) — фильм ужасов, премьера которого состоялась, традиционно, как и предыдущие части, на «хеллоуинский уикенд» — 23 октября 2009 года. Российские зрители увидели фильм 29 октября 2009 года. Слоган фильма: The Game Comes Full Circle (рус. «Игра проходит полный круг»). Режиссёром стал Кевин Гротерт, который являлся монтажёром пяти частей.

## Сюжет
Эдди и Симона в прошлом выдавали людям нереальные для возврата кредиты и затем конфисковывали имущество пострадавших должников. Пила похищает обоих кредиторов и отправляет их на испытание, заставляя прочувствовать то же, что и их должники: на головы обоих надеты шлемы со стальными винтами, которые через минуту просверлят череп тому, кто положит на весы меньше по массе частей собственного тела. Пила даёт обоим им остро заточенные инструменты для решения задачи. Упитанный Эдди решает вырезать себе кусок живота и кладёт его себе на весы, однако Симона в последние секунды отрубает себе руку тесаком и бросает её на весы, оставаясь в живых и обрекая Эдди на смерть.
Следующим участником игр Пилы становится Уильям Истон, президент страховой компании «Umbrella Health», который создал формулу расчёта возможности выдачи полиса и страховки — по ней страховка выдаётся только тем, кто способен принести компании прибыль, и абсолютно не учитывает волю к жизни человека. В своё время Джону Крамеру отказала эта же компания в страховке, а Истон сам проговорился про «невыгодность» подобной страховки Джона. Пила решил вовлечь Уильяма в игру и заставить его осознать, что тот совершил. Хоффман похищает Истона и заковывает его в ловушку, и на экране телевизора впервые появляется лично Крамер, который даёт Уиллу всего час на выполнение всех испытаний, иначе кандалы на его конечностях взорвутся и он больше никогда не увидит своих близких. В то же время похищены жена Гарольда Эббота Тара и сын Бренд — в своё время Истон нашёл причину, чтобы не выдать Гарольду Эбботу страховку, и Эббот позже скончался от серьёзной болезни. Оба находятся в клетке с баком с плавиковой кислотой и рубильником с надписью «живи или умри», но система на проверку оказывается неработоспособной и назначение этого устройства остаётся пока непонятным.
Параллельно развиваются две сюжетные линии — борьба детектива Хоффмана с ФБР в лице Дэна Эриксона и Линдси Перес, а также история жены Джона по имени Джилл Так, который оставил ей шкатулку в пятой части. В шкатулке 6 конвертов и медвежий капкан. ФБР всё ближе продвигается к раскрытию загадки, а дело осложняет излишне настойчивая журналистка Памела, которая требует интервью у Марка и Джилл. Она отдаёт Джилл записку, найденную среди вещей Джона, но Джилл ничего не хочет слушать и захлопывает дверь. В конце концов, Марк тоже похищает Памелу и сажает в точно такую же клетку, как и семью Гарольда. Хоффман требует Джилл отдать конверты, что она и делает, оставив себе лишь шестой. ФБР находит отпечатки пальцев спецагента Страма на месте первой ловушки из этой части. Казалось бы, Марку удалось навести их на ложный след, однако Дэн и Линдси находят плёнку с записью для Сета Бакстера — зверски замученного и убитого Хоффманом за то, что тот убил сестру Марка — и отправляют её на исследование голоса. Позже Эриксон звонит Хоффману и просит прибыть в морг, где обнаруживает, что куски в форме кусочка «пазла» из тела Эдди вырезаны тем же инструментом, что и из тела Сета Бакстера. Тогда Марк начинает понимать, что ФБР о чём-то догадывается.
В ходе первого испытания Уилл противостоит уборщику Хэнку, убеждённому курильщику: с каждым вдохом тиски на телах обоих людей сжимаются. Хэнк, у которого из-за курения ослабли лёгкие, не выдерживает и гибнет. Вторым испытанием является выбор между двумя сотрудниками: пожилой и тяжело больной женщиной по имени Эдди, о которой очень беспокоится её семья, и молодым и здоровым Алленом, которому можно выдать полис, но у которого нет никого из родных и близких. Второе испытание заставляет Уилла задуматься о приоритетах, и он сохраняет жизнь Эдди, а Аллен гибнет. Уилл просит Эдди выбираться скорее и искать подмогу. В третьем испытании Уилл должен вывести за полторы минуты из лабиринта с трубами своего юриста Дебби, пока ей не прострелил голову арбалет, закреплённый на её теле. Уилл проводит Дебби через лабиринт, попадая под обжигающий пар, однако на фотографиях в конце лабиринта обнаруживается, что ключ от устройства зашит в теле Уилла. Дебби пытается с помощью ручной пилы достать ключ, но не успевает и гибнет.
На четвёртом испытании оказываются шесть человек, прикованные к карусели — Уилл называл их «ищейками», которые находили ошибки в полисах и пользовались ими, чтобы не выплачивать страховку и сэкономить деньги. Пила говорит с экрана, что Уилл может спасти только двоих, нажав на кнопки и проткнув штырём руки, а остальные будут убиты из дробовика, но если он будет медлить, то умрут все. Уилл видит, как ему подхалимничают и клевещут на коллег, и всё-таки решает спасти двух человек, которые говорили правду. Последний человек, который должен был умереть, перед смертью проклинает Уилла, всю его компанию и идею о подобных страховках. Тем временем в лаборатории ФБР почти закончили очищать плёнку. Эриксон и Перес говорят Марку, что есть кое-что странное в отпечатках спецагента Страма — оставляя их, тот был уже мёртв. В этот же момент звучит голос Марка из колонок, что доказывает — Хоффман и был Пилой. Взбешённый тем, что его раскрыли, Хоффман перерезает глотку Эриксону, ослепляет Линдси Перес, выплеснув кофе ей в лицо, из-за чего она стреляет в сотрудницу лаборатории, за которой Хоффман прикрывается и затем убивает несколькими ножевыми ударами саму Перес, несмотря на то, что та твердит, что все уже знают об истинной сущности Хоффмана. Оказалось, что Хоффман использовал отрезанную руку Страма, чтобы отвести от себя подозрения — он сжигает лабораторию, оставив снова отпечатки Страма, и сбегает к финалу игры Истона.
В конце Уилл приходит в помещение с клетками, где находится семья Гарольда и Памела Дженкинс, сестра Уилла. Джон с экрана обращается к жене Гарольда, заявив, что Уилл пошёл на многое, чтобы спасти семью, но не спас Гарольда, и теперь семья погибшего должна решить, прощать ли Уилла. В этот момент Уилл понимает, что это вовсе не его игра. Между Уильямом, Памелой, Тарой и Брендом ведутся споры: Тара не может помиловать Истона, опасаясь, что он снова будет лишать людей жизни, но и не может убить его. Бренд, однако, настроен решительно и со словами «Ты убил моего отца, ублюдок! И теперь сдохни!» опускает рубильник в положение «умри»: с потолка устройство с иглами впивается в тело Истона, заливая в него кислоту, и бывший руководитель «Umbrella Health» умирает в страшных муках.
Тем временем Марк обнаруживает записку, переданную от Памелы Джилл — записку, в которой Марк шантажировал Аманду Янг и требовал убить Линн Денлон. Джилл тут же парализует электрошокером Хоффмана, привязывает его к креслу и достаёт медвежий капкан из шкатулки: она поясняет, что Джон оставил Марку пять конвертов, а шестой отдал Джилл с фото Хоффмана. Она надевает капкан на голову Хоффмана и запускает таймер, сбегая со словами «Игра окончена». Хоффман ломает себе руку, чтобы выбраться из пут, и тщетно ищет ключ. Наконец, он заставляет капкан застрять в прутьях дверного окна, разрывает щёку и выбирается, истекая кровью и крича от ужаса. Ловушка Джилл, очевидно, была рассчитана на расправу с Марком, но он выжил.
После титров показывается сцена из событий третьей части франшизы, не представленная в оригинальной версии — Аманда Янг подходит к двери комнаты, в которой заперта дочь Джеффа, и через замочную скважину просит её не доверять тому, кто её спасёт (её из здания вынесет на руках Марк Хоффман).

## В ролях
- Тобин Белл — Джон Крамер
- Костас Мэндилор — Детектив Марк Хоффман
- Танедра Ховард — Симона
- Марти Моро — Эдди
- Скотт Паттерсон — спецагент Питер Страм
- Афина Карканис — агент Линдси Перес
- Марк Ролстон — спецагент Дэн Эрриксон
- Джеймс Ван Паттен — доктор Хеффнер
- Джорис Джарски — Сет Бакстер
- Умпо Квахо — Тимоти Янг
- Саманта Лемоул — Памела Дженкинс
- Шони Смит — Аманда Янг
- Билли Отис — Сессил
- Питер Аутербридж — Уильям Истон
- Джордж Ньюберн — Гарольд Эббот
- Шона МакДональд Тара Эббот
- Девон Бостик — Брент Эббот
- Джерри Мендичино — Хэнк
- Кэролайн Кейв — Дебби
- Джанелл Хатчинсон — Эди
- Шон Ахмед — Аллен
- Джеймс Гилберт — Аарон
- Ларисса Гомес — Эмели
- Мелани Скрофано — Джина
- Дариус Маккрэри[англ.] — Дэйв
- Карен Клиш — Шелби
- Шон Матисон — Джош
- Бетси Рассел — Джил Так
- Джинджер Рурико Буш — Сачи
- Ангус Макфадьен — Джефф Денлон
- Бахар Сумех — Линн Денлон
- Нив Уилсон — Корбетт Денлон